# Alberto Garre
Alberto Garre López (Balsicas, Torre-Pacheco, 10 de febrero de 1952) es un político español que fue presidente de la Región de Murcia desde abril de 2014 a julio de 2015.
Abogado de profesión, entró en política tras más de 15 años de ejercicio de la abogacía, desempeñó diversos cargos institucionales en el Ayuntamiento de Torre-Pacheco, la Asamblea Regional de Murcia y el Congreso de los Diputados.
Perteneció al Partido Popular hasta marzo de 2017.
Desde 2023 es diputado del Grupo Parlamentario de Vox y Portavoz adjunto de dicho Grupo en la Asamblea Regional de Murcia.

## Biografía
Alberto Garre nació en la pedanía pachequera de Balsicas, localidad en la que su padre ejercía como farmacéutico. A los dieciocho meses quedó huérfano de madre, tras fallecer ésta en un accidente.
Tras estudiar el bachillerato en el colegio Loreto de Santiago de la Ribera, realizó la carrera de Derecho en la Universidad de Murcia y tras licenciarse, comenzó a ejercer como abogado, profesión que no abandonó durante muchos años, compaginándola con su dedicación a la política.
En 1981 contrajo matrimonio con Susana Cler, siendo padres de dos hijos.

## Carrera política
Sus inicios políticos tuvieron lugar en Torre-Pacheco, su municipio, donde fue elegido concejal en 1987, siendo hasta 1995 portavoz del grupo municipal del Partido Popular, en aquellos años en la oposición en el Ayuntamiento.
En 1991 fue elegido diputado en la Asamblea Regional de Murcia por la circunscripción n.º2 (que abarca la comarca del Campo de Cartagena), compaginando dicho puesto con el de concejal en Torre Pacheco. En dicha legislatura, desempeñó el cargo de secretario segundo de la Mesa de la Cámara. Cuatro años más tarde, en 1995, el Partido Popular accedió al gobierno de la Región de Murcia, pasando entonces a desempeñar el cargo de portavoz de su grupo parlamentario en la Asamblea Regional, un puesto que mantendría durante algo más de dos legislaturas, hasta el año 2004, cuando fue elegido diputado por Murcia en el Congreso.
En el Congreso de los Diputados permaneció durante dos legislaturas, ambas con el PP en la oposición, y en las que fue especialmente significativa la decisión que adoptó en 2008 junto al también diputado murciano Arsenio Pacheco, de romper la disciplina de voto del grupo popular en la votación sobre la reforma del Estatuto de Autonomía de Castilla-La Mancha, al entender que vulneraba los intereses de la Región de Murcia en materia de agua al pretender acabar con el Trasvase Tajo-Segura.
En 2011 retornó a la política regional, de nuevo como diputado en la Asamblea Regional, donde fue elegido vicepresidente primero. Presidente local del PP de Torre Pacheco, en 2012 fue nombrado también como presidente del Comité de derechos y garantías del Partido Popular de la Región de Murcia y presidente del PP de Torre-Pacheco. 
En 2014, tras producirse la renuncia de Ramón Luis Valcárcel a la presidencia de la Región de Murcia para incorporarse al Parlamento Europeo, la Junta Directiva Regional del Partido Popular lo eligió «por aclamación» el 12 de marzo como sucesor de Valcárcel. Tras obtener el respaldo de la Asamblea Regional en el debate de investidura, tomó posesión del cargo el 10 de abril de 2014.
Como presidente de la Comunidad Autónoma de la Región de Murcia, entre otras actuaciones, impulsó la limitación de mandatos de los Presidentes a 8 años y la Ley de transparencia. Desbloqueó  el contrato con la concesionaria por incumplimiento respecto al 
Aeropuerto Internacional de la Región de Murcia y puso en marcha el procedimiento para adjudicar nuevamente el contrato. Acordó un Pacto por el Empleo con patronal y sindicatos, impulsó el Decreto de Sequía con el Ministerio de Agricultura.

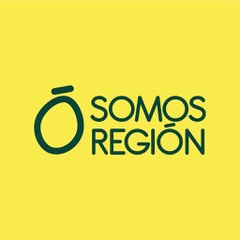
Logo de Somos Región, partido político cuyo primer presidente fue Alberto Garre

En julio de 2015, y tras las elecciones autonómicas de mayo, fue relevado en la presidencia por Pedro Antonio Sánchez, quien había formado parte de su gobierno como consejero de Educación.
En marzo de 2017 se dio de baja del Partido Popular, acusando a sus dirigentes de tapar casos de corrupción y de permitir la reelección de Pedro Antonio Sánchez al frente del PP regional pese a que estaba siendo investigado en el caso Auditorio. Envió una carta a Rajoy exponiendo su malestar respecto a la falta de acción ante la corrupción y por la marginación a la Región de Murcia, especialmente en materia de financiación y agua.
En junio de 2017 creó la Plataforma Cívica Región de Murcia para dar voz a la ciudadanía que pedía una regeneración total de nuestra política.
En abril de 2018 fundó Somos Región un partido político regenerador, de 
centro social y reformista, al servicio de los intereses generales de los ciudadanos de la Región de Murcia, y de todos los españoles. En 2019 presentó su dimisión como presidente del partido. Le sucedió en la presidencia Pilar García y en 2022 el partido cambió de nombre a Por mi Región.
En 2023 se anunció que se presentaba en las listas de Vox para la Asamblea Regional para las elecciones del 28 de mayo. Resultó elegido diputado.